# Hemilissa rufa
Hemilissa rufa là một loài bọ cánh cứng trong họ Cerambycidae.